# Населення Херсонської області
Населення Херсонської області на 1 лютого 2013 року становило 1 077 643 осіб, в тому числі міського населення 659 109 осіб (61,2%), сільського 418 534 осіб (38,8%). 
Херсонська область належить до числа найменш густонаселених регіонів України. Густота населення області у 2013 р. становила 37,9 ос. на 1 км², що вдвічі менше ніж в середньому по Україні.

## Динаміка населення
Історична динаміка чисельності населення області (у сучасних кордонах)
- 1926 — 736 000
- 1939 — 743 000
- 1941 — 780 800[4]
- 1944 — 502 800[5]
- 1959 — 824 167
- 1970 — 1 029 988
- 1979 — 1 163 435
- 1989 — 1 239 969
- 2001 — 1 175 122
- 2014 — 1 072 567

## Природний рух
Показники народжуваності, смертності та природного приросту населення у 1950–2020 рр.
| коефіцієнт (на 1000 осіб) | 1950 | 1960 | 1970 | 1990 | 2000 | 2010 | 2020 |
| ------------------------- | ---- | ---- | ---- | ---- | ---- | ---- | ---- |
| народжуваності            | 20,8 | 21,4 | 16,6 | 14,3 | 8,5  | 11,4 | 7,5  |
| смертності                | 6,7  | 7,0  | 8,5  | 11,6 | 15,5 | 15,1 | 16,7 |
| природного приросту       | 14,1 | 14,4 | 8,1  | 2,7  | -7,0 | -3,7 | -9,2 |

| Природний рух населення Херсонської області у 1950—2020 році | |
| --- | --- |
| На цьому місці має відображатися графік чи діаграма, однак з технічних причин його відображення наразі вимкнено. Будь ласка, не видаляйте код, який викликає це повідомлення. Розробники вже працюють для того, щоби відновити штатне функціонування цього графіка або діаграми. | |
| Народжених Смертей | |
| | На цьому місці має відображатися графік чи діаграма, однак з технічних причин його відображення наразі вимкнено. Будь ласка, не видаляйте код, який викликає це повідомлення. Розробники вже працюють для того, щоби відновити штатне функціонування цього графіка або діаграми. |

## Національний склад
Історична динаміка національного складу області за даними переписів населення, %
|          | 1959 | 1970 | 1989 | 2001 |
| -------- | ---- | ---- | ---- | ---- |
| українці | 81,1 | 78,3 | 75,7 | 82,0 |
| росіяни  | 15,6 | 18,1 | 20,2 | 14,1 |
| білоруси | 0,8  | 1,0  | 1,0  | 0,7  |
| євреї    | 1,3  | 1,0  | 0,6  | 0,1  |
| інші     | 1,2  | 1,6  | 2,5  | 3,1  |

Національний склад населення Херсонської області станом на 2001 рік
| №  | Національність  | Кількість осіб | Відсоток до загальної кількості |
| -- | --------------- | -------------- | ------------------------------- |
| 1  | Українці        | 961 584        | 82,00 %                         |
| 2  | Росіяни         | 165 211        | 14,09 %                         |
| 3  | Білоруси        | 8 186          | 0,70 %                          |
| 4  | Татари          | 5 353          | 0,46 %                          |
| 5  | Вірмени         | 4 548          | 0,39 %                          |
| 6  | Молдовани       | 4 179          | 0,36 %                          |
| 7  | Турки           | 3 736          | 0,32 %                          |
| 8  | Кримські татари | 2 072          | 0,18 %                          |
| 9  | Цигани          | 1 752          | 0,15 %                          |
| 10 | Євреї           | 1 732          | 0,15 %                          |
| 11 | Інші            | 14 336         | 1,22 %                          |
|    | Разом           | 1 172 689      | 100 %                           |

## Мовний склад
Рідна мова населення області за результатами переписів, %
|            | 1959 | 1970 | 1989 | 2001 |
| ---------- | ---- | ---- | ---- | ---- |
| українська | 75,7 | 72,5 | 67,7 | 73,2 |
| російська  | 22,8 | 26,3 | 30,4 | 24,9 |
| інша       | 1,5  | 1,2  | 1,9  | 1,8  |

Рідна мова населення Херсонської області за переписом 2001 р., %
|                              | українська | російська | вірменська | кримськотатарська | молдовська | циганська |
| ---------------------------- | ---------- | --------- | ---------- | ----------------- | ---------- | --------- |
| ХЕРСОНСЬКА ОБЛАСТЬ           | 73,2       | 24,9      | 0,3        | 0,1               | 0,2        | 0,1       |
| ХЕРСОН                       | 56,2       | 42,5      | 0,2        | 0,0               | 0,1        | 0,1       |
| КАХОВКА                      | 73,9       | 25,3      | 0,1        | -                 | 0,1        | 0,2       |
| НОВА КАХОВКА                 | 58,8       | 40,3      | 0,2        | -                 | 0,1        | 0,0       |
| БІЛОЗЕРСЬКИЙ РАЙОН           | 87,8       | 10,6      | 0,3        | -                 | 0,3        | 0,1       |
| БЕРИСЛАВСЬКИЙ РАЙОН          | 89,9       | 9,0       | 0,3        | -                 | 0,2        | 0,0       |
| ВЕЛИКООЛЕКСАНДРІВСЬКИЙ РАЙОН | 94,5       | 4,3       | 0,2        | -                 | 0,5        | 0,0       |
| ВЕЛИКОЛЕПЕТИСЬКИЙ РАЙОН      | 90,7       | 8,5       | 0,2        | -                 | 0,1        | 0,2       |
| ВЕРХНЬОРОГАЧИЦЬКИЙ РАЙОН     | 93,4       | 5,7       | 0,6        | -                 | 0,1        | -         |
| ВИСОКОПІЛЬСЬКИЙ РАЙОН        | 94,3       | 4,9       | 0,1        | -                 | 0,4        | 0,0       |
| ГЕНІЧЕСЬКИЙ РАЙОН            | 46,0       | 45,0      | 0,4        | 1,1‒7,0%          | 0,1        | 0,1       |
| ГОЛОПРИСТАНСЬКИЙ РАЙОН       | 86,6       | 11,9      | 0,6        | -                 | 0,2        | 0,1       |
| ГОРНОСТАЇВСЬКИЙ РАЙОН        | 94,0       | 4,7       | 0,1        | -                 | 0,2        | 0,0       |
| ІВАНІВСЬКИЙ РАЙОН            | 90,2       | 7,1       | 0,6        | 0,0               | 0,4        | 0,1       |
| КАЛАНЧАЦЬКИЙ РАЙОН           | 88,8       | 9,6       | 0,2        | -                 | 0,1        | 0,0       |
| КАХОВСЬКИЙ РАЙОН             | 88,1       | 11,0      | 0,1        | -                 | 0,2        | 0,3       |
| НИЖНЬОСІРОГОЗЬКИЙ РАЙОН      | 80,3       | 17,5      | 0,0        | -                 | 0,4        | 0,0       |
| НОВОВОРОНЦОВСЬКИЙ РАЙОН      | 95,6       | 3,8       | 0,1        | -                 | 0,2        | 0,0       |
| НОВОТРОЇЦЬКИЙ РАЙОН          | 87,2       | 10,7      | 0,3        | 0,0               | 0,2        | 0,3       |
| СКАДОВСЬКИЙ РАЙОН            | 80,6       | 17,7      | 0,6        | 0,0               | 0,3        | 0,0       |
| ЦЮРУПИНСЬКИЙ РАЙОН           | 82,1       | 16,7      | 0,4        | -                 | 0,1        | 0,1       |
| ЧАПЛИНСЬКИЙ РАЙОН            | 83,8       | 8,9       | 0,3        | 0,0               | 0,4        | 0,1       |

### Вільне володіння мовами
За даними Всеукраїнського перепису населення 2001 року, 93,44% мешканців Херсонської області вказали вільне володіння українською мовою, а 73,26% - російською мовою. 96,73% мешканців Херсонської області вказали вільне володіння мовою своєї національності.
Вільне володіння мовами найбільш чисельних національностей Херсонської області за даними перепису населення 2001 р.
|                 | своєї національності | українська | російська |
| --------------- | -------------------- | ---------- | --------- |
| Українці        | 98,19%               |            | 68,74%    |
| Росіяни         | 98,04%               | 72,05%     |           |
| Білоруси        | 35,90%               | 75,45%     | 83,14%    |
| Татари          | 78,68%               | 51,34%     | 87,91%    |
| Вірмени         | 76,54%               | 58,22%     | 80,21%    |
| Молдовани       | 59,13%               | 80,38%     | 69,32%    |
| Турки           | 97,89%               | 62,82%     | 60,49%    |
| Кримські татари | 38,71%               | 42,28%     | 90,40%    |
| Цигани          | 66,32%               | 83,33%     | 47,55%    |
| Євреї           | 7,51%                | 81,87%     | 97,00%    |
| Поляки          | 13,78%               | 91,57%     | 76,06%    |
| Німці           | 22,47%               | 71,22%     | 91,85%    |
| Азербайджанці   | 59,61%               | 53,83%     | 82,50%    |
| Корейці         | 29,69%               | 50,36%     | 92,82%    |
| Болгари         | 42,69%               | 75,77%     | 90,96%    |
| Грузини         | 62,01%               | 57,77%     | 88,70%    |

## Місце народження
За переписом 2001 року 87,2% населення Херсонської області народилися на території України (УРСР), 12,7% населення — на території інших держав (зокрема 8,4% — на території Росії), 0,1% населення не вказали місце народження. 66,9% населення народилися на території Херсонської області, 20,3% — у інших регіонах України.
Питома вага уродженців різних регіонів України у населенні Херсонської області за переписом 2001 року:
| уродженців області | кількість | частка у населенні |
| Херсонської        | 785033    | 66,9               |
| Миколаївської      | 23685     | 2,0                |
| Вінницької         | 17453     | 1,5                |
| Хмельницької       | 17372     | 1,5                |
| АР Крим            | 15763     | 1,3                |
| Донецької          | 12417     | 1,1                |
| Дніпропетровської  | 12371     | 1,1                |
| Львівської         | 12233     | 1,0                |
| Запорізької        | 11190     | 1,0                |
| Житомирської       | 11180     | 1,0                |
| Одеської           | 11092     | 0,9                |
| Рівненської        | 9875      | 0,8                |
| Кіровоградської    | 8816      | 0,8                |
| Тернопільської     | 7731      | 0,7                |
| Чернігівської      | 7444      | 0,6                |
| Волинської         | 7398      | 0,6                |
| Сумської           | 6923      | 0,6                |
| Полтавської        | 6619      | 0,6                |
| Черкаської         | 6270      | 0,5                |
| Івано-Франківської | 5870      | 0,5                |
| Київської          | 5793      | 0,5                |
| Луганської         | 5656      | 0,5                |
| Харківської        | 4466      | 0,4                |
| Чернівецької       | 3386      | 0,3                |
| Закарпатської      | 3248      | 0,3                |
| м. Києва           | 1687      | 0,1                |
| Севастополя        | 1171      | 0,1                |

## Зайнятість населення
Сфери зайнятості населення області за переписом 2001 року
| сфера діяльності                                                                 | кількість зайнятих | частка |
| -------------------------------------------------------------------------------- | ------------------ | ------ |
| Сільське господарство, мисливство та лісове господарство                         | 132 561            | 32,7%  |
| Обробна промисловість                                                            | 54 748             | 13,5%  |
| Оптова та роздрібна торгівля; торгівля транспортними засобами; послуги з ремонту | 46 793             | 11,5%  |
| Освіта                                                                           | 34 472             | 8,5%   |
| Охорона здоров'я та соціальна допомога                                           | 28 533             | 7,0%   |
| Транспорт і зв'язок                                                              | 24 665             | 6,1%   |
| Державне управління                                                              | 21 200             | 5,2%   |
| Будівництво                                                                      | 14 371             | 3,5%   |
| Колективні, громадські та особисті послуги                                       | 11 440             | 2,8%   |
| Виробництво електроенергії, газу та води                                         | 10 341             | 2,6%   |
| Готелі та ресторани                                                              | 9 647              | 2,4%   |
| Операції з нерухомістю, здавання у винайм та послуги юридичним особам            | 8 952              | 2,2%   |
| Фінансова діяльність                                                             | 3 086              | 0,8%   |
| Рибне господарство                                                               | 2 043              | 0,5%   |
| Неточно вказали або не вказали вид діяльності                                    | 1 290              | 0,3%   |
| Послуги домашньої прислуги                                                       | 800                | 0,2%   |
| Добувна промисловість                                                            | 241                | 0,1%   |
| Всього зайнятих економічною діяльністю                                           | 405 183            | 100,0% |